# Paul Furniss
Paul Anthony Furniss (* 27. November 1944 in Sydney) ist ein australischer Jazzmusiker (Klarinette, Sopran-, Alt- und Tenorsaxophon, auch Flöte und Tin Whistle, Komposition).

## Leben und Wirken
Furniss begann im Alter von sieben Jahren auf der Blockflöte und der Querflöte und begann mit elf Jahren Klarinette zu spielen; er erhielt Unterricht auf diesen und weiteren Holzblasinstrumenten bei Don Burrows, um dann am New South Wales Conservatorium of Music zu studieren. Zusätzlich schloss er ein Studium der Elektrotechnik an der Universität Sydney ab und arbeitete zunächst in diesem Bereich, um nach der Einführung des Jazz-Studienprogramms 1973 am New South Wales Conservatorium of Music als Dozent zu wirken. 
Furniss spielte zunächst bei dem Posaunisten Bob Learmouth, 1965 bei Geoff Bull und zwischen 1969 und 1978 bei Graeme Bell. Er unterstützte zudem die Gründung der Eclipse Alley Five, die ihren Namen von einer New-Orleans-Revival-Gruppe aus dem Jahr 1946 übernommen hatte, und leitete sie anschließend; mit diesem Ensemble entstand das Album Vanity Fair (1974). 
1982 wurde Furniss als Klarinettist für die in New Orleans stammende Revue One Mo’ Time ausgewählt, die mehrere Monate lang sowohl in Melbourne als auch in Sydney lief; dort arbeitete er mit Musikern wie dem Trompeter Bill Dillard und dem Schlagzeuger Herlin Riley zusammen. 2005 veröffentlichte er im Quartett das Album Flying Solo. Er arbeitete auch mit vielen anderen Gruppen zusammen; so übernahm er die Leitung der San Francisco Jazz Band, die zuvor von dem Trompeter Tom Baker geleitet wurde. Weiter spielte er in einem Saxophon-Quartett, trat aber auch mit Musikern des Modern Jazz wie Bernie McGann und Mike Bukovsky auf. Er hat auf zahlreichen Festivals in und außerhalb Australiens gespielt und ist auch auf Alben von der Adrian Ford Big Band, Dave Dallwitz Sydney Big Band und Greg Poppleton and The Bakelite Broadcasters zu hören.